# Wells Fargo
Wells Fargo ist ein US-amerikanisches Finanzdienstleistungsunternehmen mit Sitz in San Francisco, mit Verbraucherfinanzierungs-Tochterunternehmen, die in Kanada, den Nördlichen Marianen und in der Karibik tätig sind. Das Unternehmen ist im Aktienindex S&P 500 gelistet. Gemessen an der Marktkapitalisierung war es im Februar 2017 mit 274 Milliarden US-Dollar die zweitwertvollste Bank der Welt nach JP Morgan Chase.
Größte Anteilseigner waren 2018 Berkshire Hathaway (9,80 %), The Vanguard Group (6,48 %) und BlackRock (5,90 %).
Die Bank ist eine der Großbanken, die vom Financial Stability Board (FSB) auf der Liste global systemrelevanter Banken als „systemically important financial institution“ (systemisch bedeutsames Finanzinstitut) eingestuft wurden. Sie unterliegt damit einer besonderen Überwachung und höheren Anforderungen an die Ausstattung mit Eigenkapital.

## Firmengeschichte

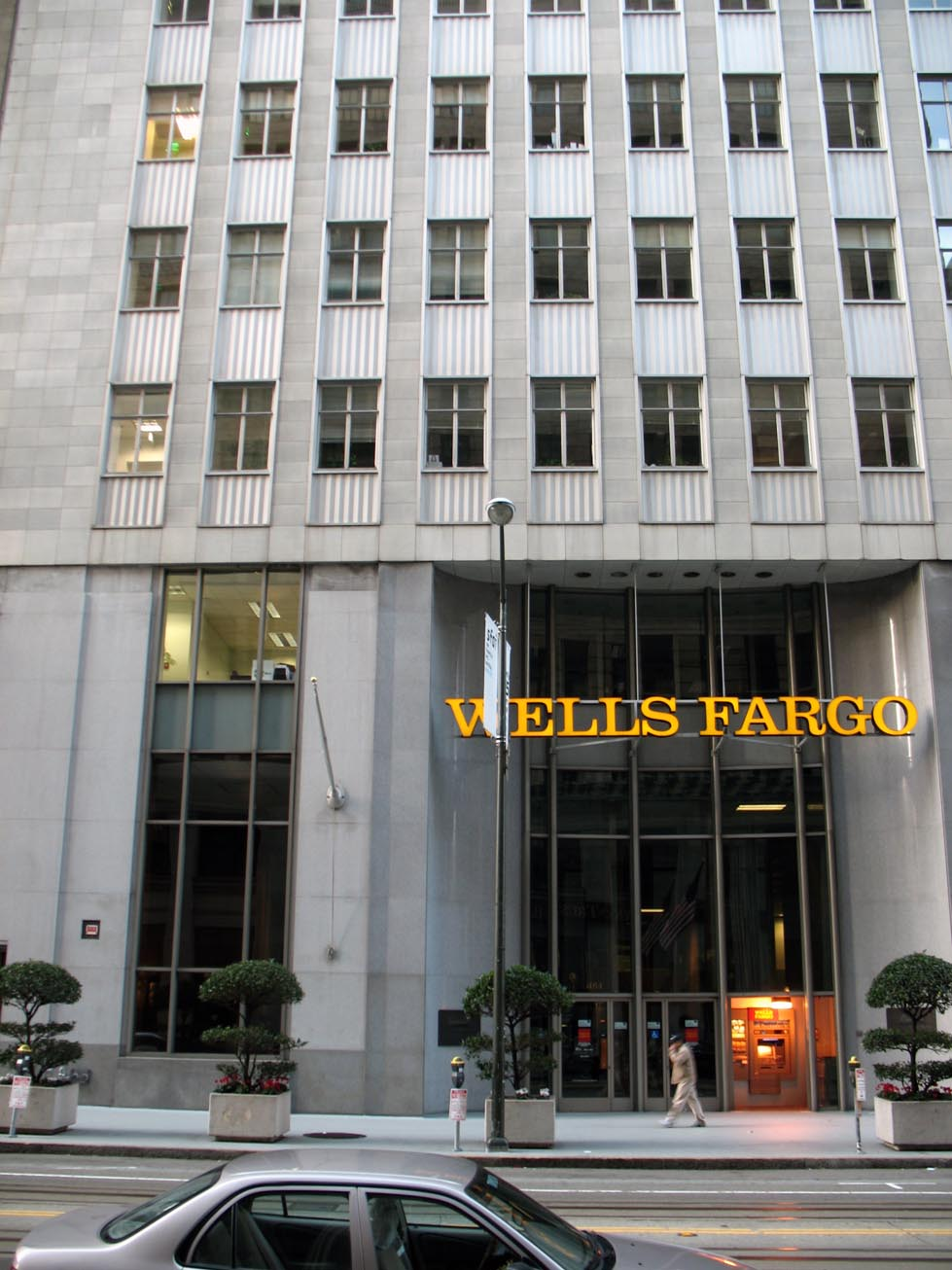
Hauptquartier Wells Fargo in San Francisco

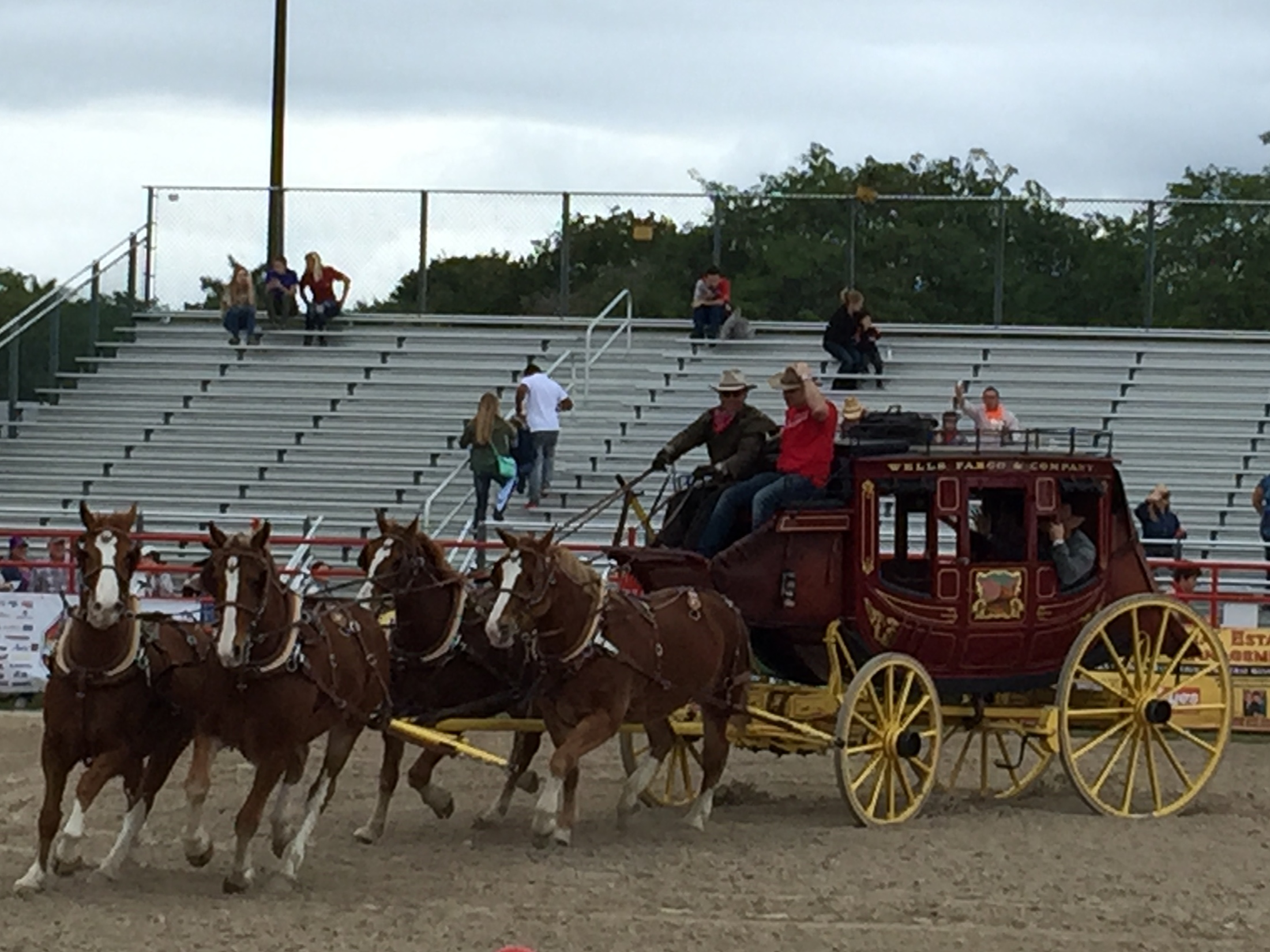
Wells Fargo U.S. Mail service

Die Wurzeln der Firma reichen bis in das Jahr 1852 zurück. Damals gründeten Henry Wells und William Fargo, die auch Mitgründer von American Express waren, im Westen der USA das gemeinsame Unternehmen Wells Fargo Company, um Transport- und (später) Finanzdienstleistungen anzubieten. Insbesondere die Postkutschen der Gesellschaft gehörten zum Straßenbild im sogenannten Wilden Westen.
Das heutige Unternehmen ist das Ergebnis der Übernahme der kalifornischen Firma Wells Fargo & Company durch die bislang in Minneapolis ansässige Norwest Corporation im Jahre 1998. Obwohl zumeist die übernommene Firma den Namen der Erwerberin annimmt, entschied sich Norwest stattdessen dafür, ihren Namen zugunsten der übernommenen Wells Fargo aufzugeben, da die fast 150-jährige Geschichte des Namens Wells Fargo und deren Postkutschen-Geschichten aus dem Wilden Westen attraktiv erschienen.
Ende 2008 übernahm Wells Fargo den US-amerikanischen Konkurrenten Wachovia.

## Finanzkrise
Die Finanzkrise betraf auch Wells Fargo. Am 28. Oktober 2008 bekam die Bank 25 Milliarden US-Dollar von der US-Regierung zur Verfügung gestellt.
Wells Fargo kündigte am 15. Dezember 2009 an, die im Zuge der Finanzkrise erhaltenen Staatshilfen zurückzuzahlen. Die 25 Milliarden US-Dollar an Steuergeldern aus dem Bankenrettungsplan der amerikanischen Regierung sollen möglichst schnell beglichen werden. Zur Finanzierung sei eine Kapitalerhöhung von 10,4 Milliarden US-Dollar geplant.
Im September 2011 stufte die Ratingagentur Moody’s die Bonität der langfristigen Kredite von Wells Fargo um eine Stufe von „A1“ auf „A2“ herab. Es sei weniger wahrscheinlich, dass die US-amerikanische Regierung einschreiten werde, um eine in Schwierigkeiten geratene Großbank vor einer Krise zu bewahren.
Die Bank konnte sich in den nächsten Jahren erholen. Im Geschäftsjahr 2016 lag der Gewinn bei 24 Milliarden US-Dollar, womit sie wieder eine der profitabelsten Banken der Welt war.
Wegen systematischer Ausbeutung von Kunden hat die Federal Reserve Wells Fargo Anfang 2018 verboten, in der Bilanzsumme über 1,95 Billionen US-Dollar auszuweisen. Das Justizministerium von Iowa teilte Ende 2018 mit, das Unternehmen habe sich mit 50 US-Bundesstaaten auf einen Vergleich geeinigt. Demnach sollen 575 Millionen Dollar zur Beilegung des Verfahrens bezahlt werden. Insgesamt musste die Bank bis Februar 2020 mehr als 7 Milliarden Dollar Strafe zahlen. Außerdem musste der ehemalige CEO John Stumpf aufgrund der Affäre das Unternehmen verlassen. Im Dezember 2022 wurde Wells Fargo von der US-Behörde für Verbraucherschutz im Finanzwesen wegen einer Reihe erneuter Rechtsverstöße dazu bestimmt, 3,7 Milliarden US-Dollar an Strafen und Rückerstattungen an Kunden zu zahlen.

## Geschäftszahlen
| Jahr | Bilanzsumme in Mio. US-$ | Umsatz in Mio. US-$ | Bilanzgewinn in Mio. US-$ | Preis je Aktie in US-$ | Angestellte |
| ---- | ------------------------ | ------------------- | ------------------------- | ---------------------- | ----------- |
| 2005 | 481.741                  | 40.407              | 7.671                     | 21,10                  |             |
| 2006 | 481.996                  | 47.979              | 8.420                     | 24,51                  |             |
| 2007 | 575.442                  | 53.723              | 8.057                     | 25,77                  |             |
| 2008 | 1.309.639                | 51.632              | 2.369                     | 22,65                  |             |
| 2009 | 1.243.646                | 98.636              | 7.990                     | 18,83                  |             |
| 2010 | 1.258.128                | 93.249              | 11.632                    | 22,83                  |             |
| 2011 | 1.313.867                | 87.597              | 15.025                    | 22,96                  |             |
| 2012 | 1.422.968                | 91.247              | 17.999                    | 27,57                  |             |
| 2013 | 1.523.502                | 88.069              | 20.889                    | 34,69                  | 264.900     |
| 2014 | 1.687.155                | 88.372              | 21.821                    | 44,68                  | 264.500     |
| 2015 | 1.787.632                | 90.033              | 21.470                    | 49,92                  | 264.700     |
| 2016 | 1.930.115                | 94.176              | 20.373                    | 45,95                  | 269.100     |
| 2017 | 1.951.757                | 97.741              | 20.554                    | 53,16                  | 263.000     |

## Trivia
Regisseur Frank Lloyd setzte dem Unternehmen 1937 ein Denkmal, indem er in seinem Western Frisco-Express (Originaltitel: Wells Fargo) den Aufstieg des Transportunternehmens skizzierte und anhand der fiktiven Figur Ramsay MacCay (dargestellt von Joel McCrea) dessen Entwicklung im Kontext der amerikanischen Geschichte darstellte.
Ein Mitarbeiter des historischen Speditionsdienstes spielt in der Oper La fanciulla del West von Giacomo Puccini (Uraufführung 1910) eine Rolle. Das Transportunternehmen wird auch in dem Lied The Wells Fargo Wagon aus dem Musical The Music Man von Meredith Willson (Uraufführung 1957) erwähnt.
Die amerikanische TV-Serie Tales of Wells Fargo wurde bei NBC in den Jahren 1957 bis 1962 gesendet. Sie lief ab 1965 unter dem Titel Wells Fargo auch in einigen Regionalprogrammen der ARD.
Das Unternehmen spielt eine bedeutende Rolle in dem Lucky-Luke-Band Die Postkutsche.
Auch in der Western-Komödie "Vier Fäusten für ein Halleluja" mit Bud Spencer und Terrence Hill ist in einer Szene, wo die beiden Hauptfiguren des Films bei ihren Eltern zuhause sind, ein Koffer mit der Aufschrift "Wells Fargo" zu sehen. 